# Нангэ

33 буквы бирманского письма

Нангэ ( «малое на») — 20-я буква бирманского алфавита, в сингальском пали соответствует букве дантаджа наянна, в тайском пали соответствует букве нону (мышь). Графически нангэ подобна последней букве армянского алфавита букве Фе. Особенно нангэ знаменательна тем, что является буквой-инципитом важнейшей литургической формулы буддийской традиции тхеравады намаскарая с которой начинается буддийский канон Типитака.
 (Намо тасса бхагавато арахато саммасамбуддхасса).

## Тэда (грамматика)
- Нэ, хнин — пьяунсипьятэмбэнда, соединительный союз «и».
- Но — вопросительная частица разговорного языка.
- Ней — показатель настоящего времени.
- Хнай  — послелог «в», «на».

## Слова
По бирманской астрономии буква ассоциирована с планетой Сатурн. Имена и слова на букву нангэ называются сэнейнан и даются детям родившимся в субботу, при кодировании чисел соответствуют числу 7 (семь).
Нангэ образует три инициали: на, нангэуасхуэ и нангэхатхо, и три финали: нангэта, лончжетинната и тачхаунгинната.
Слова:
- На —  — ухо.